# Conseil européen des 21 et 22 mars 2019
Le 21 mars, les dirigeants de l'UE à 27 se réunissent pour discuter du Brexit. Le 22 mars, les principaux points à l'ordre du jour Conseil européen sont le renforcement de la base économique de l'Europe, le changement climatique, le prochain sommet avec la Chine et les moyens de lutter contre la désinformation.

## Brexit
Les Vingt-Sept se réunissent le 21 mars jusque tard dans la nuit. Theresa May, premier ministre du Royaume-Uni, répond durant deux heures aux questions des Vingt-Sept. Ceux-ci décident de rejeter sa demande d'un report au 30 mai formulée dans son courrier adressé la veille à Donald Tusk, et s'accordent sur un scénario à double détente qui place les Britanniques devant leurs responsabilités et les force à assumer leur choix d’un divorce. Dans la nuit, les « conclusions » suivantes sont publiées par les Vingt-Sept :

« 1. Le Conseil européen prend acte de la lettre de la Première ministre Theresa May du 20 mars 2019.
2. En réponse à cette lettre, le Conseil européen approuve l'instrument relatif à l'accord de retrait et la déclaration commune complétant la déclaration politique dont la Commission européenne et le gouvernement du Royaume-Uni sont convenus à Strasbourg le 11 mars 2019.
3. Le Conseil européen convient d'une prorogation jusqu'au 22 mai 2019, à condition que l'accord de retrait soit approuvé par la chambre des communes la semaine prochaine. Si l'accord de retrait n'est pas approuvé par la chambre des communes la semaine prochaine, le Conseil européen convient d'une prorogation jusqu'au 12 avril 2019 et attend du Royaume‑Uni qu'il indique avant cette date une voie à suivre, en vue de son examen par le Conseil européen.
4. Le Conseil européen réaffirme qu'il ne saurait y avoir de réouverture de l'accord de retrait dont l'Union et le Royaume-Uni sont convenus en novembre 2018. Tout engagement, toute déclaration ou tout autre acte unilatéral devrait être compatible avec la lettre et l'esprit de l'accord de retrait.
5. Le Conseil européen appelle à poursuivre les travaux sur les mesures de préparation et d'urgence, à tous les niveaux, pour les conséquences du retrait du Royaume-Uni, en tenant compte de tout ce qui pourrait advenir.
Le Conseil européen restera saisi de la question. »

— Conseil européen (article 50), Conclusions du Conseil européen (article 50), 21 mars 2019.
Ce dispositif reporte du 29 mars au 12 avril la date butoir pour l'adoption par la Chambre des communes du Royaume-Uni de l'accord de retrait approuvé par les Vingt-Sept lors du Conseil européen extraordinaire du 25 novembre 2018. En cas de vote positif des Communes, le gouvernement du Royaume-Uni a ensuite jusqu'au 22 mai pour procéder à la ratification complète de l'accord de retrait.
Dans le cas contraire, le gouvernement britannique doit décider avant le 12 avril s’il compte ou non participer aux élections européennes qui se déroulent du 23 au 26 mai 2019. Si oui, cela revient pour le Royaume-Uni à demander de fait un report long du Brexit, jusqu’à fin 2019. Si le Royaume-Uni ne compte pas participer à ce scrutin européen, alors, il devra assumer un « no deal ».

## Conclusions du Conseil européen
Les longues discussions relatives au Brexit limitent le temps consacré aux autres sujets à l'ordre du jour.
Concernant le changement climatique, les dirigeants ne sont pas parvenus à un accord pour rehausser les objectifs de l'UE. Les Conclusions du Conseil rappellent seulement l’engagement des Vingt-Huit à respecter l’accord de Paris scellé lors de la COP21. Le sujet sera abordé de nouveau lors du prochain Conseil européen en juin 2019.
En revanche, les dirigeants européens trouvent un accord politique en matière de relations commerciales avec les pays tiers. Dans les Conclusions du Conseil, ils affirment que « l'UE doit aussi préserver ses intérêts à la lumière des pratiques déloyales de pays tiers, en faisant pleinement usage des instruments de défense commerciale et de ses règles relatives aux marchés publics, ainsi qu'en assurant une réciprocité effective en matière de marchés publics avec les pays tiers ».

## Sources

#### Documents officiels
- Secrétariat général du Conseil, Conseil européen, 21-22/03/2019, 22 mars 2019 (lire en ligne)

- Secrétariat général du Conseil, Conclusions du Conseil européen (article 50), 21 mars 2019, 21 mars 2019 (lire en ligne).
- Secrétariat général du Conseil, Conclusions du Conseil européen, 22 mars 2019, 22 mars 2019 (lire en ligne).

#### Articles
- Cécile Ducourtieux, Cédric Pietralunga et Jean-Pierre Stroobants, « Les Vingt-Sept proposent un report du Brexit au 12 avril », Le Monde,‎ 22 mars 2019 (lire en ligne).
- Anne Rovan, « Brexit: le redoutable piège des Vingt-Sept aux Britanniques », Le Figaro,‎ 22 mars 2019 (lire en ligne).
- Jean-Pierre Stroobants, « Climat : Les Vingt-Huit échouent à fixer de nouveaux engagements », Le Monde,‎ 22 mars 2019 (lire en ligne).
- Leonor Hubaut, « Les Européens affichent un front uniface à la menace chinoise », Le Figaro,‎ 22 mars 2019 (lire en ligne).

## Compléments